# 삼가군
삼가군(三嘉郡)은 지금의 합천군 남부 지역에 있던 행정구역이다. 1914년 없어졌다.

## 역사
(링크)
본래 신라의 가주화현(加主火縣)이었는데, 경덕왕이 가수(嘉壽, 또는 嘉樹)로 고쳐 강주(康州: 지금의晉州)의 영현으로 삼았다가 고려 현종 때합주(陜州: 지금의 陜川)의 임내로 하였으며, 공민왕 때 감무(監務)를 두었다.
조선 태종 때 삼기현(三岐縣)을 합쳐 삼가현을 만들었고, 뒤에 치소(治所)를 삼기현에서 가수현으로 옮겼다. 1895년(고종 32) 삼가군이 되어 진주부에 속했다가 이듬해 경상남도 관할로 넘어갔고, 1914년 행정구역개편 때 14개 면 중 율원(栗院), 신지(神旨)의 2개 면이 거창군에, 나머지는 합천군에 편입되었다.

## 1914년 이후
| 통폐합 전 | 통폐합 후     | 통폐합 후                                            |
| 구 행정구역 | 신 행정구역   | 신 행정구역                                          |
| --- | ------------- | ---------------------------------------------------- |
| 삼가군 현내면(縣內面) 일부동 일부/홍문동 일부/금동 일부/(아곡면)양전동 일부, 하판동 일부/소오동 일부/금동 일부/(문송면)두모동 일부, 소오동 일부, 홍문동 일부/(아곡면)양전동 일부/동동 일부, 어은동/일부동 일부/(아곡면)어전동/(의령군 모의면)하촌동 일부, 봉두동/일부동 일부/홍문동 일부, 홍문동 일부/지동 일부/하판동 일부/금동 일부/(아곡면)양전동 일부 | 합천군 삼가면 | 금리, 두모리, 소오리, 양전리, 어전리, 일부리, 하판리 |
| 삼가군 아곡면(阿谷面) 동동 일부/(상곡면)외초동 일부, 복곡동/용흥동, 외토동/저보동 일부 | 합천군 삼가면 | 동리, 용흥리, 외토리                                 |
| 삼가군 문송면(文松面) 덕진동/두미동 일부, 내문동/중문동/(현내면)지동 일부, 학동/(아곡면)용천동 | 합천군 삼가면 | 덕진리, 문송리, 학리                                 |
| 삼가군 계산면(界山面) 동변동/신촌동 일부/저포동 일부, 저포동 일부, 신촌동 일부/죽죽동 일부 | 합천군 봉산면 | 계산리, 저포리(苧浦里), 죽죽리                       |
| 삼가군 모태면(毛台面) 고삼동/내화동/(옥계면)노파동 일부/(합천군 봉산면)덕동 일부, 양지동 일부/배지동 일부 | 합천군 봉산면 | 고삼리, 노곡리, 양지리                               |
| 삼가군 옥계면(玉溪面) 노파동 일부/세천동, 여기동/술곡동 | 합천군 봉산면 | 노파리(魯坡里), 술곡리                               |
| 삼가군 백산면(柏山面) 백역동 일부, 삼동, 운곡동 일부/백역동 일부, 장전동/멱곡동, 죽전동/(백동면)안구동 일부, 하신동/술곡동/운곡동 일부/(백동면)평구동 일부 | 합천군 백산면 | 백역리, 삼리, 운곡리, 장전리, 죽전리, 하신리         |
| 삼가군 백동면(柏洞面) 대곡동/능동 일부, 능동 일부/평구동 일부, 평구동 일부/안구동 일부/(아곡면)양전동 일부 | 합천군 상백면 | 대곡리, 육리, 평구리                                 |
| 삼가군 상곡면(上谷面) 대현동, 안동 일부/평지동 일부, 외초동 일부, 평지동 일부/안동 일부/(백동면)평구동 일부 | 합천군 상백면 | 대현리, 안계리, 외초리, 평지리                       |
| 삼가군 서산면(西山面) 도탄동/(덕지면)지탄동, 산두동/청계동/(합천군 용주면)웅동 일부 | 합천군 가회면 | 도탄리, 월계리                                       |
| 삼가군 감한면(甘閑面) 외사동, 비기동/장대동/차공동 | 합천군 가회면 | 외사리, 장대리                                       |
| 삼가군 덕지면(德旨面) 안정동/(중촌면)오도동/(둔내면)복치동 일부 | 합천군 가회면 | 오도리                                               |
| 삼가군 둔내면(屯內面) 덕전동/중심동/복치동 일부 | 합천군 가회면 | 둔내리                                               |
| 삼가군 중촌면(中村面) 지동/(덕지면)덕촌동, 대장동/상목동/동곡동, 함방동 | 합천군 가회면 | 덕촌리, 중촌리, 함방리                               |
| 삼가군 고현면(古縣面) 상천동/(계산면)죽죽동 일부, 역평동, 창동, 회동/신기동 | 합천군 대병면 | 상천리, 역평리, 창리(倉里), 회양리                   |
| 삼가군 병목면(幷木面) 대지동/내시동, 유전동/하금동 일부, 하금동 일부 | 합천군 대병면 | 대지리, 유전리, 하금리                               |
| 삼가군 대평면(大平面) 오동동/평학동/지동/성동, 양동/장단동 일부, 대산동 일부/장단동 일부 | 합천군 대병면 | 성리, 양리, 장단리                                   |
| 삼가군 신지면(神旨面) 과정동/내세동 일부, 내탄동 일부/대현동 일부, 내동/청연동/내세동 일부, 소야동 일부/내탄동 일부/대현동 일부, 중유동/역동, 수동/내세동 일부 | 거창군 신원면 | 과정리, 대현리, 덕산리, 와룡리, 중유리, 청수리       |
| 삼가군 율원면(栗院面) 구사동/신기동, 수다동/원동, 양지동/화옥동 | 거창군 신원면 | 구사리, 수원리, 양지리                               |